# Liste deutsch-irischer Städte- und Gemeindepartnerschaften
Dies ist eine Liste von Städte- und Gemeindepartnerschaften zwischen Deutschland und der Republik Irland.
| Deutsche Gemeinde      | Bundesland          | Irische Gemeinde | County (Irland) oder City Council          | seit |
| ---------------------- | ------------------- | ---------------- | ------------------------------------------ | ---- |
| Bad Lippspringe        | Nordrhein-Westfalen | Newbridge        | Kildare                                    | 1997 |
| Dillingen an der Donau | Bayern              | Naas             | Kildare                                    | 1998 |
| Höchstadt an der Aisch | Bayern              | Castlebar        | Mayo                                       | 2000 |
| Hohenlohekreis         | Baden-Württemberg   | Limerick         | Limerick (das County ist auch verpartnert) | 1990 |
| Kempten (Allgäu)       | Bayern              | Sligo            | Sligo                                      | 1990 |
| Kirchseeon             | Bayern              | Carrigaline      | Cork                                       | 2015 |
| Köln                   | Nordrhein-Westfalen | Cork             | Cork                                       | 1988 |
| Kürnach                | Bayern              | Cavan            | Cavan                                      | 2017 |
| Langenfeld             | Nordrhein-Westfalen | Ennis            | Clare                                      | 2013 |
| Osterhofen             | Bayern              | Ballybay         | Monaghan                                   | 2000 |
| Pleinfeld              | Bayern              | Killarney        | Kerry                                      | 2007 |
| Rudolstadt             | Thüringen           | Letterkenny      | Donegal                                    | 2018 |
| Straubing              | Bayern              | Tuam             | Kildare                                    | 1991 |
| Strohn                 | Rheinland-Pfalz     | Bunmahon         | Waterford                                  | 2004 |
| St. Wendel             | Saarland            | Balbriggan       | Fingal                                     | 2007 |
| Würzburg               | Bayern              | Bray             | Wicklow                                    | 1999 |